# Kamil Brabenec
Kamil Brabenec, född 17 maj 1976 i Brno, är en tjeckisk professionell ishockeyspelare som spelar för HC Neumarkt/Egna Riwega i Alps Hockey League.
Han har spelat mestadels i Tjeckien och Slovakien under sin karriär, men säsongerna 2002/2003 och 2003/2004 spelade han i Sverige, för Luleå HF i Elitserien (nu Svenska hockeyligan).
Kamil är far till ishockeyspelaren Jakub Brabenec.

## Meriter (i urval)
- 2017 — Tjeckisk mästare med HC Kometa Brno
- 2016 — Flest poäng i slovakiska Extraliga (63 poäng)
- 2015 — Flest poäng i slovakiska Extraliga (58 poäng)
- 2013 — Slovakisk mästare med HKM Zvolen